# Araneus habilis
Araneus habilis är en spindelart som först beskrevs av O. Pickard-Cambridge 1889.  Araneus habilis ingår i släktet Araneus och familjen hjulspindlar. Inga underarter finns listade i Catalogue of Life.